# Rock 'n' Roll High School
Rock 'n' Roll High School är en amerikansk långfilm från 1979 där punkbandet Ramones har en viktig roll.

## Handling
Filmen utspelar sig på och kring skolan Vince Lombardi High School. Eleverna älskar rockmusik och allas favoritband är The Ramones. Deras största fan är Riff Randell. Men skolans nya rektor, Miss Evelyn Togar, förbjuder eleverna allt som är kul - inklusive rockmusik. Ramones ska komma och spela i staden, och Riff får då inte gå och se konserten med sina vänner tack vare Miss Togar. Och det betyder krig!
Riff tänker se konserten till vilket pris som helst!

## Om filmen
I en scen som utspelar sig efter en konsert med The Ramones så träffar Riff bandet backstage och där finns en bild på Cherie Currie, sångerska i The Runaways. The Ramones och The Runaways turnerade ihop en gång.
Ramones spelade in albumet End of the Century vid sidan av filminspelningen.

## Rollista i urval
- P.J. Soles - Riff Randell
- Vincent Von Patten - Tom Roberts
- Clint Howard - Eaglebauer
- Dey Young - Kate Rambeau
- Mary Woronov - Miss Togar
- Joey Ramone - Sig själv
- Johnny Ramone - Sig själv
- Dee Dee Ramone - Sig själv
- Marky Ramone - Sig själv
- Sylvia Dante - Nunna
- Michael Goodwin - Kemi-lärare